# Episodi di Uncle Grandpa (seconda stagione)
La seconda stagione di Uncle Grandpa è stata trasmessa su Cartoon Network negli Stati Uniti d'America a partire dal 5 marzo 2015, in Italia il 15 giugno 2015.
| N° | Titolo originale            | Titolo italiano            | Prima TV USA     | Prima TV Italia   |
| -- | --------------------------- | -------------------------- | ---------------- | ----------------- |
| 1  | Duck Lips                   | Labbra a papera            | 5 marzo 2015     | 13 ottobre 2015   |
| 2  | Numbskull                   | Il più divertente          | 12 marzo 2015    | 6 ottobre 2015    |
| 3  | Body Trouble                | Tortadì                    | 19 marzo 2015    | 15 giugno 2015    |
| 4  | Shower Party                | Doccia party               | 26 marzo 2015    | 20 ottobre 2015   |
| 5  | Uncle Grandpa Land          | Uncle Grandpa Land         | 4 maggio 2015    | 27 ottobre 2015   |
| 6  | Taco Comet                  | Un taco celestiale         | 5 maggio 2015    | 27 ottobre 2015   |
| 7  | The Fan                     | Il fan                     | 6 maggio 2015    | 22 settembre 2015 |
| 8  | The Package                 | Il pacco                   | 7 maggio 2015    | 13 ottobre 2015   |
| 9  | Are You Talkin' to Tree?    | L'albero parlante          | 8 maggio 2015    | 20 ottobre 2015   |
| 10 | Older                       | Fretta di crescere         | 14 maggio 2015   | 3 novembre 2015   |
| 11 | Guest Directed Shorts       | Storie di animatori ospiti | 21 maggio 2015   | 21 settembre 2015 |
| 12 | Hundred Dollar Gus          | Per un pugno di dollaroni  | 8 giugno 2015    | 29 settembre 2015 |
| 13 | Weird Badge                 | Salvate le esploratrici!   | 9 giugno 2015    | 2 febbraio 2016   |
| 14 | The Great Spaghetti Western | I grandi spaghetti western | 10 giugno 2015   | 2 febbraio 2016   |
| 15 | Pal.0                       | Un nuovo stile di vita     | 11 giugno 2015   | 3 febbraio 2016   |
| 16 | Uncle Grandpa at the Movies | Uncle Grandpa al cinema    | 12 giugno 2015   | 4 febbraio 2016   |
| 17 | Bottom Bag                  | Marsupio e Borsello        | 6 agosto 2015    | 4 febbraio 2016   |
| 18 | Watermelon Gag              | La gag dell'anguria        | 13 agosto 2015   | 5 febbraio 2016   |
| 19 | Uncle Grandpa Babies        | Lo straniero pazzo         | 20 agosto 2015   | 8 febbraio 2016   |
| 20 | Birdman                     | L'uomo uccello             | 27 agosto 2015   | 5 febbraio 2016   |
| 21 | Uncle Grandpa Retires       | Un giorno da ruota         | 3 settembre 2015 | 9 febbraio 2016   |
| 22 | Uncle Grandpa Retires       | Un giorno da ruota         | 3 settembre 2015 | 9 febbraio 2016   |
| 23 | Fool Moon                   | Luna piena                 | 26 ottobre 2015  | 8 febbraio 2016   |
| 24 | Secret Santa                | Il Babbo Natale segreto    | 3 dicembre 2015  | 3 febbraio 2016   |
| 25 | Nacho Cheese                | Nacho Cheese               | 14 dicembre 2015 | 9 febbraio 2016   |
| 26 | Mustache Tree               | Il magico albero dei baffi | 15 dicembre 2015 | 16 febbraio 2016  |